# 桑野城
桑野城（くわのじょう）は、徳島県阿南市桑野町船岡山にあった日本の城。現在の萬福寺にあった。

## 概要

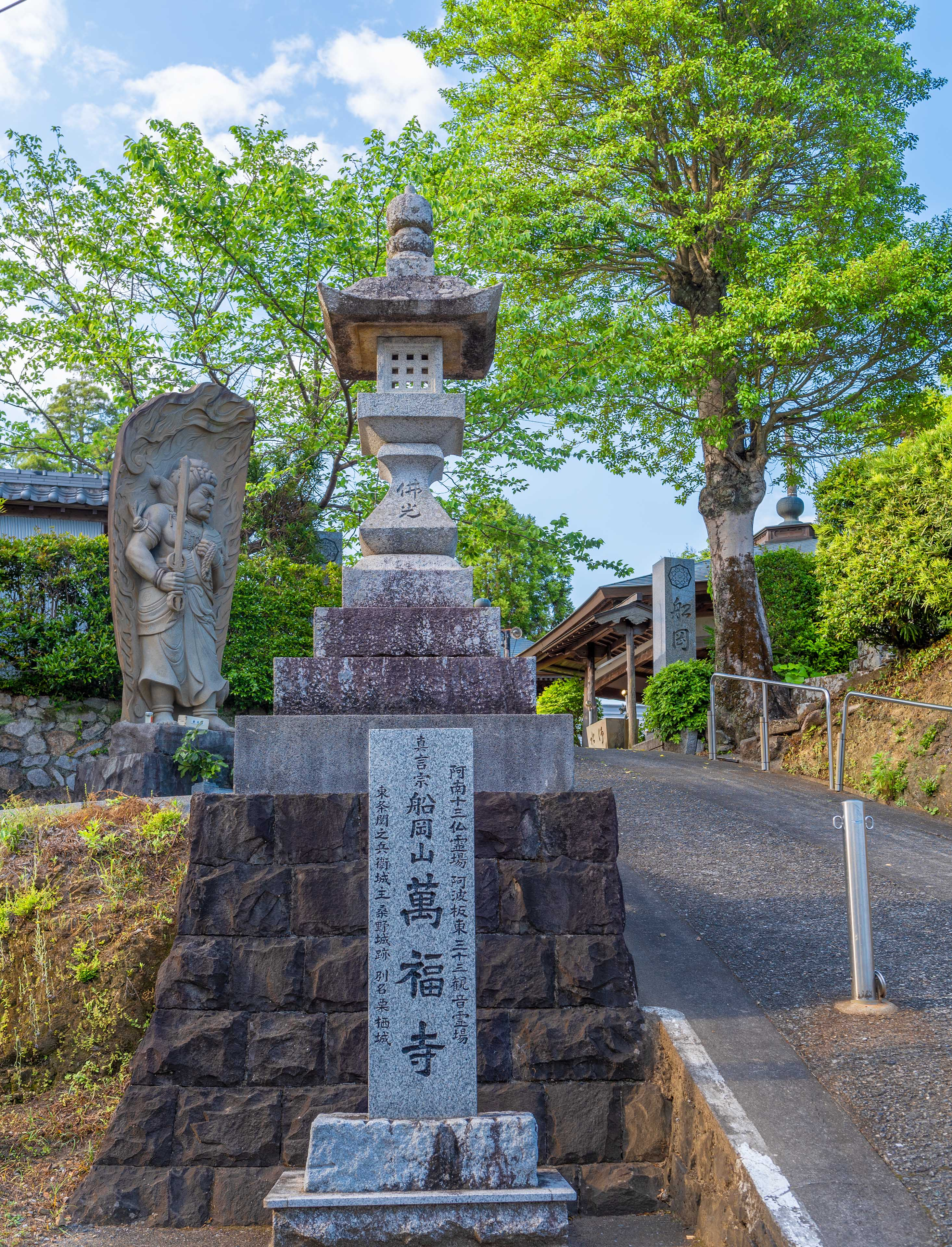

桑野駅から東に向かってすぐのところにある。遺構は南西と東側に切岸が残っている。

## 歴史
桑野城主は甲斐武田の庶流で、甘利系の武将である。文明年間甲斐国兵乱（享徳の乱）に敗れた東條（武田）常忠一行は阿波名西郡橘宮下に着岸し内祭宮下に居を構え細川成之に仕え、後に桑野に移居し8つの村を領有した。
常忠の嫡男忠雄は阿波国で三人の男子を設け（光秀・光房・光豊）船岡山に桑野城を築城し移り住んだ。阿波に同行した忠雄の嫡男元次が東條関之兵衛の父であり家督を相続してから、勢力を拡大し新開道善と戦いこの辺りの主導権争いをした。畿内の永正の錯乱などに参戦し、阿波の有力武将であった。
天正3年（1575年）頃に長宗我部元親が阿波に侵入したとき城主東条関之兵衛は元親に帰属し、元親は養女（久武内蔵助の娘）を関之兵衛に娶せて身内とした。桑野城は阿波侵攻の拠点の1つとなった。
天正5年（1577年）の夏、三好方の矢野駿河守と篠原自遁らは3千兵を率いて桑野城を攻撃した。しかし、長宗我部方についた一宮成助は長宗我部の兵とともに三好方の後方を脅かしたために、篠原自遁は早々と逃げ去り、矢野駿河守も追ってきた土佐勢と勝浦川近くで戦い、三好方は丈六寺に逃げ込もうとしたが長宗我部勢に200人余りを討ち取られた。矢野駿河守は船に乗って津田（徳島市）へ渡り、勝瑞へ帰った。
天正10年（1582年）に中富川の合戦に牛岐右京進、仁宇但馬守、四宮肥後守らとともに長宗我部方で参戦し、戦功をたてた。阿波平定以後、木津城城主となった。
天正13年（1585年）、豊臣秀吉の四国攻めの際に関之兵衛の叔父東条紀伊守が降伏しており、関之兵衛と家来の子5人を人質に渡して木津城を開城。関之兵衛は土佐へ逃避。この頃に桑野城も廃城になったと思われる。
なお、関之兵衛は長宗我部元親の怒りを買い土佐浦戸城で舎弟の東条唯右衛門とともに信親によって処刑されたとされている。土佐国への逃避行については諸説ある。